# Arts et Métiers (metropolitana di Parigi)
Arts et Métiers è una stazione delle linee 3 e 11 della metropolitana di Parigi.

## La stazione
La stazione ha preso il nome del Conservatoire national des arts et métiers. Di notevole interesse è la banchina della linea 11: le pareti sono rivestite in rame e l'arredamento riproduce l'interno di un sottomarino, con tanto di oblò alle pareti e ingranaggi sul soffitto.

## Accessi
- 42, rue Réaumur
- 48, rue Turbigo
- 51, rue Turbigo
- 57, rue Turbigo
- angolo rue des Vertus / rue Réaumur (due)

## Interconnessioni
- Bus RATP - 20, 38, 47, 75
- Noctilien - N12, N23

## Galleria d'immagini

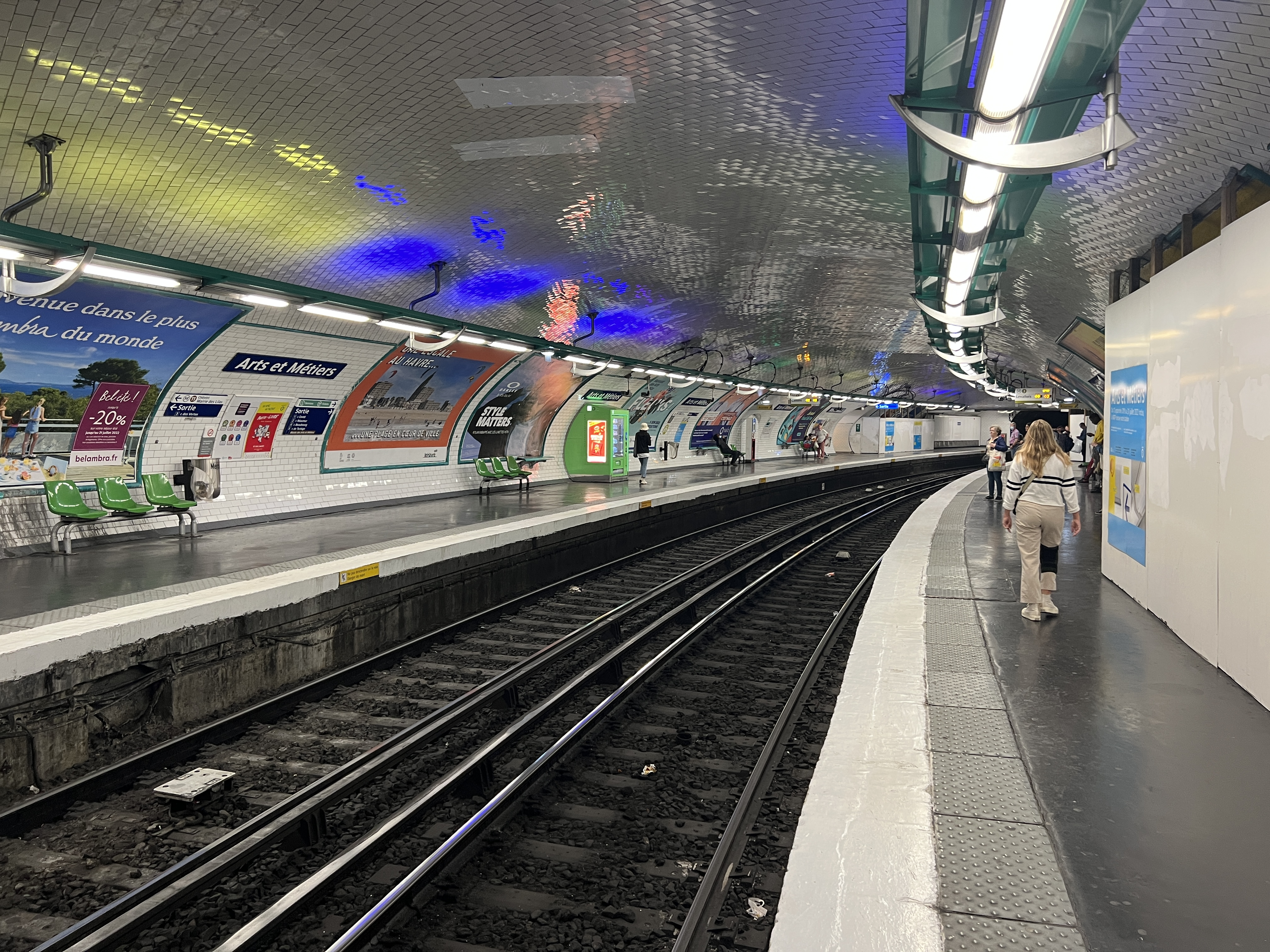
Il piano banchine della linea 3